# Орлов Геннадій Сергійович
Геннадій Сергійович Орлов (нар. 2 березня 1945, Харків, УРСР) — радянський футболіст, нападник та півзахисник. По завершенні кар'єри — спортивний журналіст. Майстер спорту СРСР. Більше відомий як спортивний телекоментатор. Заслужений працівник культури Російської Федерації. Лауреат премії «ТЕФІ» 2008 року.

## Життєпис
Народився 2 березня 1945 року в Харкові у родині футболіста й тренера Сергія Івановича Орлова.
Після війни сім'я переїхала в Каменськ-Уральський. Після того, як у вересні 1957 року на хімічному комбінаті «Маяк» сталася радіаційна аварія, сім'я повернулася в Україну.

### Спортивна кар'єра
Ще будучи школярем, виступав за «Авангард» (Суми). Після закінчення школи отримав запрошення в харківський «Авангард», в якому грав до 1965 року.
Навесні 1966 на зборах був помічений тренерами ленінградського «Зеніту», отримав запрошення в команду. У 1966 році виступав за дублюючий склад клубу, за основну команду провів 5 матчів у класі А. У наступному році отримав серйозну травму — надрив м'яза, мав намір повернутися до Харкова, але залишився в Ленінграді, тому що його дружина Наталя Орлова почала працювати в театрі імені В. Ф. Коміссаржевської. Дочка Поліна Орлова в 1998 році закінчила Санкт-Петербурзьку академію театрального мистецтва СПбГАТІ (майстерня Ігоря Петровича Владимирова), працює в сфері театру, кіно і спорту.
Грав за ленінградське «Динамо».
У 25 років був змушений завершити кар'єру футболіста за станом здоров'я (міжхребцева грижа).

### Освіта
У 17 років вступив до Харківського радіотехнічний інститут на спеціальність «конструктор радіоапаратури». Провчившись три місяці, перевівся до Харківського державного університету на історичний факультет. Ставши гравцем ленінградського «Зеніту», перевівся до Ленінградського університету на факультет журналістики. Згодом відновився в Харківському університеті на заочному відділенні.
Навчався сценічної мови в Інституті театрального мистецтва й кінематографії.
З 2005 року очолює кафедру теорії та методики футболу на тренерському факультеті в Університеті фізичної культури імені П. Ф. Лесгафта. 
У 2006 році в Університеті фізичної культури імені П. Ф. Лесгафта захистив дисертацію на тему «Формування мобілізаційної готовності висококваліфікованих футболістів до змагання», присуджено науковий ступінь кандидата педагогічних наук.

## Журналістська діяльність
Ще виступаючи за ленінградське «Динамо», публікувався в газеті «Зміна». Після завершення кар'єри футболіста став кореспондентом газети «Будівельний робітник» (тижневик обкому партії).
Нині є президентом Асоціації спортивної преси Санкт-Петербурга, а також президентом Російської асоціації спортивних коментаторів.
У 1973 році після смерті відомого ленінградського коментатора Віктора Сергійовича Набутова на телебаченні був оголошений конкурс на заміщення вакантної посади, який виграв Геннадій Орлов. Перший раз вийшов в ефір 31 січня 1974 року під час трансляції з ПС «Ювілейний» хокейної зустрічі між СКА і ЦСКА, яку провів почергово з Миколою Озеровим. Першу футбольну трансляцію відпрацював 22 квітня того ж року, коли «Зеніт» грав в Алмати.
Працював коментатором на всіляких спортивних змаганнях: чемпіонатах світу та Європи, Олімпійських іграх. Був ведучим спортивних програм на ленінградському і петербурзькому телебаченні («П'ятий канал»): «Пенальті», «Футбол у Зеніті», «Знову про футбол». На позаштатній основі неодноразово працював футбольним коментатором на РТР (у 1991-1998 роках) та «Первшому каналі» (ОРТ) (у 1999—2013 роках), на останньому каналі також вів програму «Гол!». Також коментував фінали кубка Стенлі в 1993 і 1996 роках на РТР.
У листопаді 2009 року перейшов на роботу в супутникову телекомпанію «НТВ-Плюс», оскільки спортивна редакція на «П'ятому каналі» була розформована.
З 19 квітня 2010 року — ведучий спортивної програми «Футбольна столиця» на телеканалі «НТВ-Петербург».
З 2010 до 2016 року на прохання керівництва ФК «Зеніт» і ВАТ «Газпром» коментував всі матчі петербурзького клубу на телеканалах «НТВ-Плюс», «Матч ТВ» і НТВ. У 2016-2017 роках коментував тільки домашні матчі ФК «Зеніт», а з 2017 року був позбавлений пріоритетною основи остаточно.
З листопада 2015 року — коментатор футбольних і волейбольних трансляцій на телеканалі «Матч ТВ».
Оглядач газети «Спорт вік-енд».
З 2015 року ведучий спортивної програми «Овертайм» в ефірі радіостанції «Ехо Москви» в Санкт-Петербурзі.
З 2017 року веде власний блог «ДСО» в соціальній мережі ВКонтакте.
З 2018 року веде власний відеоблог на YouTube.

## Нагороди й звання
- 1965 — Майстер спорту СРСР[32].
- 1986 — Медаль «За трудову відзнаку».
- 1997 — Почесний диплом Законодавчих зборів Санкт-Петербурга.
- 2000 — премія «Стрілець» (найкращий спортивний коментатор)[33].
- 2001 — Заслужений працівник культури Російської Федерації[34].
- 2006 — Орден Дружби (Російська Федерація).
- 2006 — репортерська премія імені Матвія Фролова (спеціальна номінація «За вірність жанру»).
- 2008 — премія «ТЕФІ» (номінація «Спортивний коментатор, ведучий спортивної програми»)[35].
- 2009 — нагорода конкурсу «Золоте перо» (2008, номінація «За внесок в розвиток журналістики»)[36].
- 2013 — медаль Миколи Озерова[37].

## Книги
- Орлов Г. С. Футбольный экспресс Мюнхен — Мехико. — Л. : Лениздат, 1988. — 192 с. — 50000 прим. — ISBN 5-289-00139-5.
- Орлов Г. С. Вертикаль «Зенита». Четверть века петербургской команды. — СПб. : Гуманитарная Академия, 2015. — 288 с. — 2000 прим. — ISBN 978-5-93762-117-7.
- Орлов Г. С. Зенит. Новейшая история. — СПб. : АСТ, 2016. — 320 с. — 3000 прим. — ISBN 978-5-17-094818-5.